# ماونت لبنن (لوئیزیانا)
ماونت لبنن (به انگلیسی: Mount Lebanon) شهری در ایالت لوئیزیانا کشور ایالات متحده آمریکا است که جمعیت آن در سرشماری سال ۲۰۱۰ میلادی، ۸۳ نفر بوده‌است.